# Heuchera novomexicana
Heuchera novomexicana är en stenbräckeväxtart som beskrevs av Wheelock. Heuchera novomexicana ingår i släktet alunrötter, och familjen stenbräckeväxter. Inga underarter finns listade i Catalogue of Life.